# Condado de Sokółka
Condado de Sokółka (polaco: powiat sokólski) é um powiat (condado) da Polónia, na voivodia de Podláquia. A sede do condado é a cidade de Sokółka. Estende-se por uma área de 2054,42 km², com 73 027 habitantes, segundo os censos de 2005, com uma densidade 35,55 hab/km².

## Divisões admistrativas
O condado possui:
Comunas urbana-rurais: Dąbrowa Białostocka, Sokółka, Suchowola
Comunas rurais: Janów, Korycin, Krynki, Kuźnica, Nowy Dwór, Sidra, Szudziałowo
Cidades: Dąbrowa Białostocka, Sokółka, Suchowola

## Demografia
População (dados de 30 de Junho de 2005):
|          | Total   | Total | Mulheres | Mulheres | Homens  | Homens |
| -------- | ------- | ----- | -------- | -------- | ------- | ------ |
|          | pessoas | %     | pessoas  | %        | pessoas | %      |
| Total    | 73 027  | 100   | 36 929   | 50,6     | 36 098  | 49,4   |
| Cidades  | 27 442  | 100   | 14 162   | 51,6     | 13 280  | 48,4   |
| Povoados | 45 585  | 100   | 22 767   | 49,9     | 22 818  | 50,1   |